# Relaciones Tailandia-Venezuela
Las relaciones Tailandia-Venezuela se refieren a las relaciones internacionales que existen entre Tailandia y Venezuela. Ambos países establecieron relaciones diplomáticas en 1982.

## Historia
Tailandia y Venezuela establecieron relaciones diplomáticas en 1982.
En 2018, durante la undécima edición del Foro Democrático de Bali, el viceministro de Venezuela para Asia, Medio Oriente y Oceanía, Rubén Darío Molina, expresó su interés en ingresar a la Asociación de Naciones del Sudeste Asiático (ASEAN) como socio de diálogo.
El 24 de agosto de 2021, el embajador de Tailandia ante Venezuela, Sorayut Chasombat, presentó sus cartas credenciales ante Nicolás Maduro en un acto celebrado en el palacio de Miraflores, en Caracas.

## Misiones diplomáticas
- Venezuela cuenta con una embajada concurrente en Hanói, Vietnam.
- Tailandia cuenta con una embajada concurrente en Lima, Perú.

## Deporte
El 12 de diciembre de 1997, el levantador de pesas venezolano Julio Luna, dentro de la categoría de hasta 91 kilos, obtuvo la medalla de plata en la clase de envión con 212.5 kilos del Campeonato Mundial de Pesas realizado en Tailandia.